# Наблюдаемость (теория управления)
Наблюдаемость в теории управления — свойство системы, показывающее, можно ли по выходу полностью восстановить информацию о состояниях системы.

## Определения
Система называется наблюдаемой, если на конечном интервале времени по выходу системы в конце этого интервала {\displaystyle y(t_{1})\in \mathbb {R} ^{q}} при известном управляющем воздействии {\displaystyle u(t)\in \mathbb {R} ^{p}} можно определить все начальные компоненты вектора состояния {\displaystyle x(t_{0})\in \mathbb {R} ^{n}}'.
Соответственно наблюдаемыми состояниями системы являются те компоненты вектора состояния, которые можно восстановить по условиям, приведённым выше.
Более формально можно сказать, что наблюдаемость позволяет по выходу системы судить о процессах, происходящих внутри неё. Ввиду того, что состояния системы играют важную роль в управлении с помощью обратных связей, важно, чтобы они были наблюдаемыми.

## Критерий наблюдаемости
Для линейных систем существует критерий наблюдаемости в пространстве состояний.
Пусть существует система порядка {\displaystyle n} (с {\displaystyle n} компонентами вектора состояния), {\displaystyle p} входами и {\displaystyle q} выходами, записанная в виде:
{\displaystyle {\dot {\mathbf {x} }}(t)=A(t)\mathbf {x} (t)+B(t)\mathbf {u} (t)}
{\displaystyle \mathbf {y} (t)=C(t)\mathbf {x} (t)+D(t)\mathbf {u} (t)}
где
{\displaystyle x(t)\in \mathbb {R} ^{n}}; {\displaystyle y(t)\in \mathbb {R} ^{q}}; {\displaystyle u(t)\in \mathbb {R} ^{p}};
{\displaystyle \operatorname {dim} [A(\cdot )]=n\times n}, {\displaystyle \operatorname {dim} [B(\cdot )]=n\times p}, {\displaystyle \operatorname {dim} [C(\cdot )]=q\times n}, {\displaystyle \operatorname {dim} [D(\cdot )]=q\times p}, {\displaystyle {\dot {\mathbf {x} }}(t):={d\mathbf {x} (t) \over dt}}.
здесь
{\displaystyle x(\cdot )} — «вектор состояния»,
{\displaystyle y(\cdot )} — «вектор выхода»,
{\displaystyle u(\cdot )} — «вектор входа»,
{\displaystyle A(\cdot )} — «матрица системы»,
{\displaystyle B(\cdot )} — «матрица входа»,
{\displaystyle C(\cdot )} — «матрица управления»,
{\displaystyle D(\cdot )} — «сквозная матрица».
Для неё можно составить матрицу наблюдаемости:
{\displaystyle {\begin{bmatrix}C\\CA\\CA^{2}\\\vdots \\CA^{n-1}\end{bmatrix}}}
Согласно критерию наблюдаемости если ранг матрицы наблюдаемости равен {\displaystyle n}, система является наблюдаемой.
Для нелинейных систем существует достаточное условие наблюдаемости .

## Наблюдаемость в программных системах
В программных системах наблюдаемость — это возможность собирать данные о выполнении программы, внутренних состояниях модулей и взаимодействии между компонентами. Чтобы улучшить наблюдаемость, инженеры-программисты используют широкий спектр методов и инструментов регистрации и трассировки.